# Pauline Bush
Pauline Elvira Bush (Lincoln, 22 mei 1886 - San Diego, 1 november 1969) was een Amerikaans actrice. Ze verscheen tussen 1910 en 1917 in 230 films en werd in de populaire fan magazines uit die tijd omschreven als "The Madonna of the Movies". 

## Biografie
Bush geboren in Wahoo, een buitenwijk van Lincoln, groeide op als de dochter van Dr. Russell Bush en Charlotte Garfield Bush. Haar vader, ooms en grootvader hadden allemaal een medische achtergrond terwijl haar moeder en tantes omschreven worden  als kunstzinnig en artistiek. Bush volgde privaatonderwijs in Virginia en volgde daarna lessen aan de University of Nebraska.. Nadat ze was verhuisd naar Los Angeles volgde ze cursussen op het gebied van vocale expressie en literatuur aan het Cumnock Institution.
Bush begon haar acteer carrière in 1907 in New York op het toneel met een kleine rol in de show Kitty Grey naast Julia Sanderson en G. P. Huntley. Daarna keerde ze terug naar California en speelde stock theatre bij de Liberty Theatre in Oakland. In 1910 verliet zij het toneel en begon ze haar filmcarrière. Ze sloot zich aan bij de American Film Manufacturing Company, ook bekend als Flying A Studios en speelde diverse leidende rollen in circa 150 korte Westerns, onder regie van Allan Dwan. Twee jaar later volgde ze Dwan en stapte ze over naar Universal Studios daar maakte ze meer dan 100 films. Bush, zelf in leidende rollen, speelde met acteurs als Wallace Reid, Lon Chaney sr., Warren Kerrigan en Jack Richardson. Bush schreef ook zelf scenario's en schreef ook diverse bijdrages voor tijdschriften.
Op 7 mei 1915 trouwde Bush met Dwan en een jaar later besloot ze om zich terug te trekken van het acteren. Het huwelijk hield een paar jaar stand en in 1920 was er sprake van een scheiding. Als gevolg van de scheidingsregeling kreeg Bush tot aan haar dood een jaarlijkse financiële bijdrage zodat zij in haar levensonderhoud kon voorzien. Naar eigen zeggen van haar en Dwan ging het koppel goed uit elkaar en hielden zij telefonisch contact.
In 1924 maakte ze nog een comeback in de de film The Enemy Sex. Gevraagd, in 1963, of ze achteraf spijt heeft van het feit dat ze geen langere carrière heeft gemaakt gaf ze aan: But, no, I must be truthful. I don't regret a thing. 
Pauline Bush overleed op 83-jarige leeftijd aan een longontsteking. Ze doneerde haar lichaam aan de UC San Diego School of Medicine.

## Filmografie (selectie)
- The Hand of Uncle Sam (1910)
- Bloodhounds of the North (1913)
- Red Margaret, Moonshiner (1913)
- Back to Life (1913)
- Virtue Is Its Own Reward (1914)
- The Pipes o' Pan (1914)
- Richelieu (1914)
- Maid of the Mist (1915)
- The Desert Breed (1915)
- All for Peggy (1915)
- Outside the Gates (1915)
- Where the Forest Ends (1915)
- The Mask of Love (1917)
- The Enemy Sex (1924)

- Library of Congress Control Number: no2019124882
- Virtual International Authority File: 1139156762894241300000